# Elan (sportmerk)
Elan is een Sloveens bedrijf, dat gespecialiseerd is in de productie van sportartikelen. Het bekendst zijn ze echter geworden met de productie van ski’s en snowboards. Andere producten zijn onder andere zeilboten, motorjachten  en kleding (voornamelijk sportkleding).

## Het bedrijf
De Elan Groep bestaat uit 20 bedrijven onder gemeenschappelijk bestuur en bezit van het bedrijf Skimar. De meeste bedrijven van de groep gebruiken de naam Elan en het logo als deel van hun projecten, producten en services.
Het hoofdkwartier van het bedrijf is gevestigd in Begunje in Slovenië. De meeste producerende bedrijven zijn verspreid over Centraal-Europa; ski’s en de zeiljachten worden gemaakt in Slovenië, snowboards in Oostenrijk, en de motorjachten worden gemaakt in Kroatië. De groep zet producten af via onafhankelijke distributeurs in 46 landen over de wereld, waarbij de marketing in Noord-Amerika, Japan, Duitsland en Zwitserland overgenomen is door bedrijven van Elan zelf.

## Geschiedenis
Op 24 september 1945 werd Elan opgericht door Rudi Finžgar, een skispringer. Na één jaar is Elan al aanwezig op beurzen, opent het de eerste winkel en begint met de export van ski’s naar de Verenigde Staten.
In de jaren zeventig groeit de naamsbekendheid ineens, wanneer de Zweedse skigrootheid Ingemar Stenmark in 3 opeenvolgende jaren de Wereldbeker Alpineskiën wint op ski’s van Elan. Twee decennia later verandert het bedrijf de ski-industrie door het op de markt brengen van de parabool gevormde ski’s.